# Abréviation médiévale
 (septembre 2009).
Si vous disposez d'ouvrages ou d'articles de référence ou si vous connaissez des sites web de qualité traitant du thème abordé ici, merci de compléter l'article en donnant les références utiles à sa vérifiabilité et en les liant à la section « Notes et références ».
Les abréviations médiévales sont des abréviations utilisées par les scribes dans les manuscrits au cours du Moyen Âge ou par certains imprimeurs dans quelques premiers livres imprimés au début de la Renaissance.

## Besoin
Certains estiment[Qui ?] que c'est parce que le parchemin coûtait cher au Moyen Âge que les abréviations abondent dans les manuscrits occidentaux. D’autres[Qui ?] considèrent cette hypothèse peu probable en pointant les larges marges inutilisées dans ces documents, qu’ils supposent qu’un souci d'économie de parchemin n’aurait pas autorisé. Cette dernière hypothèse ne tient pas compte du fait que les marges étaient souvent laissées volontairement larges pour éviter la détérioration des textes par l’action courante des rongeurs sur ces ouvrages[réf. nécessaire]. Il semble plutôt que l'abréviation soit la façon normale d'écrire. Par leur ressemblance et la persistance de leur usage, les abréviations sont la poursuite et l'aboutissement des abréviations antiques. Les abréviations médiévales peuvent être de plusieurs natures :
- contraction : une ou plusieurs lettres d'un mot sont omises mais la première et la dernière sont conservées. Un titulus (trait suscrit plus ou moins horizontal et droit, ancêtre du tilde) peut signaler ce fait ; les contractions sont, de loin, plus fréquentes au Moyen Âge que pendant l'Antiquité, qui préférait la suspension. Elles se rencontrent très souvent pour les nomina sacra (« noms sacrés »).

Exemples : ihs xps → Iesus Christos (« Jésus-Christ ») ; l'on trouve fréquemment un mélange de lettres latines et grecques dans les nomina sacra : h, x et p sont des adaptations des lettres onciales  (η, ê),  (χ, kʰ) et  (ρ, r) ; omps → omnipotens (« tout puissant »), etc. On utilise rarement la contraction pure en français car on lui préfère soit la contraction par lettre suscrite, soit la suspension (voir plus bas) ;
- lettre suscrite : le mot est tronqué par contraction (on ne garde que la ou les premières lettres) et la finale (ou les finales) est écrite en hauteur, dans un petit format.

Cette méthode s'est particulièrement bien conservée dans nos usages en français et en espagnol. Qu'on songe à des abréviations modernes comme 1er, vo (et non v° ; lire verso ou verbo), fo (folio), Dr (Docteur), Mme, etc. En français, le point abréviatif ne peut suivre les contractions ;
- suspension : la finale (une ou plusieurs lettres) d'un mot (ou d'une syllabe) est omise. Souvent, un point abréviatif suit l'élément (mot ou syllabe) abrégé, deux points l'entourent, ou bien le titulus le surmonte, parmi de nombreux autres signes (dont le deux-points ou encore le point-virgule) ; la suspension de n et m finaux (puis en fin de syllabe) est très fréquente et indiquée par le titulus (qui, dans cette fonction, donne le tilde ; il est parfois surmonté d'un point pour m suspendu). Par extension, on nomme suspension toute abréviation dans laquelle la dernière lettre du mot est absente ;

Exemples : a.d. → anno Domini, .n. → enim (« en effet »), ē → est (« [il / elle] est »), deb; → debet (« [il / elle] doit »), etc. → et cetera, dominū → dominum (« Seigneur » accusatif), etc. Cette méthode d'abréviation est encore très vivace en français (cf., etc., M.) ;
- logogrammes et symboles divers : des mots ou des syllabes entières peuvent être remplacés par un signe unique, que ce soient des ligatures (cf. esperluette) ou des lettres modifiées (barrées, surmontées de symboles, du titulus et autres signes). Les notes tironiennes ont fourni un grand nombre d'abréviations de ce type, qui abondent surtout dans les manuscrits de droit.

Le paléographe est souvent confronté à une pléthore d'abréviations, rendues complexes par le fait qu'elles ne sont pas normalisées avant le XIIe siècle (elles forment ensuite un système cohérent) et qu'elles abondent entre le XIIIe siècle et le XVe siècle.
Le dictionnaire d'Adriano Cappelli Dizionario di abbreviature latini ed italiani, Milan, 1912, recense de très nombreuses abréviations médiévales latines.
Quelques-unes des abréviations les plus significatives pour l'histoire de l'orthographe sont décrites ci-dessous.

## Usages

### X (-us)
Dans les manuscrits médiévaux en ancien français, on trouve souvent la lettre x utilisée comme signe d'abréviation pour la suite de lettres -us après voyelle et en fin de mot, alors très fréquente. Par exemple, ce qui est écrit chevax doit être lu chevaus /t͡ʃəvaus/, qui a évolué ensuite en /ʃəvo/ (par monophtongaison de [au] et simplification de l'affriquée /t͡ʃ/). Cette habitude s'est ensuite perdue mais certains mots fréquents qui s'écrivaient au cas régime pluriel avec ce x (issu de plusieurs origines, dont la plus courante est la vocalisation d'un /l/ devant consonne suivi de la désinence -s) l'ont conservé alors que leur graphie a été adaptée aux usages actuels.
Le mot cheval se déclinait, en ancien français, ainsi :
- singulier :
  - cas sujet : cheval-s → chevau-s (vocalisation du /l/) écrit chevax,
  - cas régime : cheval ;
- pluriel :
  - cas sujet : cheval,
  - cas régime : cheval-s → chevau-s écrit chevax.

Comme les formes à les plus fréquentes à s'être conservées sont celles du cas régime, l'on a actuellement le couple suivant :  (un) cheval ~ (des) chevaus. On écrit cependant ce pluriel (comme dans nombre de noms en -al de même origine) -aux par réfection analogique :  x n'étant plus compris comme un raccourci pour -us, étant une consonne par ailleurs souvent muette en fin de mots (croix, voix), on a ajouté un u après le a pour faire correspondre la prononciation [o] avec le digramme habituel au. De fait, l'orthographe chevaux est redondante puisqu'elle revient à chevauus.
L'utilisation de -x pour -us dans les manuscrits français est tellement courante que les éditions critiques et philologiques modernes la reproduisent souvent. L'influence de cette graphie dans l'orthographe française explique aussi le maintien de cet usage.
La terminaison -us était parfois aussi abrégée par un caractère qui est le même que le neuf tironien (qui posé sur la ligne a pour valeur cum, con ou com) : ce ꝯ valant us  est placé en exposant à la fin du mot, par exemple  (plꝰ = plus).

### L'usage du tilde, des lettres barrées et de la cédille

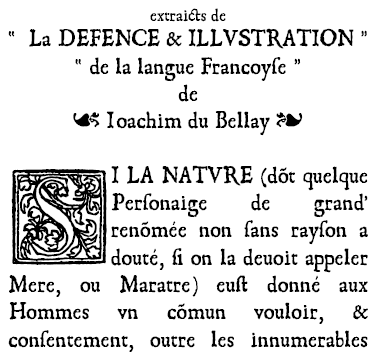
Exemple de texte réalisé avec la fonte 1550.ttf, à l'imitation des livres imprimés au milieu du XVIe siècle

Les moines copistes puis les premiers imprimeurs ont utilisé le tilde, essentiellement sur les voyelles, pour abréger une lettre ou un certain groupe de lettres. Pour les copistes, c'était surtout un gain de temps ; pour les imprimeurs, cet artifice permettait plus de souplesse dans la mise en page, en particulier pour la justification des paragraphes. Ces abréviations, très courantes dans les textes imprimés jusqu'au milieu du XVIe siècle, ont disparu progressivement. Les voyelles tildées ont toutefois perduré jusqu’au début du XVIIIe siècle.

#### Abréviations françaises
Une voyelle, un m ou un n portant un tilde signifie le plus souvent qu'il faut ajouter un n ou un m à la suite :
- a tilde, ã = « an » ou « am »  (bãquets = banquets) ;
- e tilde, ẽ = « en » ou « em »  (anciẽne = ancienne) ;
- i tilde, ĩ = « in » ou « im »  (ĩeptemẽt = ineptement) ;
- m tilde, m̃ = "mm" ;
- n tilde, ñ conservé encore en espagnol actuel : nn ;
- o tilde, õ = « on » ou « om »  (hõmes = hommes) ;
- u tilde, ũ = « un » ou « um »  (aucũ = aucun) ;
- p tilde, p̃ = « pre »  (p̃miere = premiere) ;
- q tilde, q̃ = « que »  (deſq̃lz desquelz) ;
- la première syllabe abrégée par contraction avec première lettre seule écrite  (lr̃es =lettres);
- une syllabe abrégée par contraction avec dernière lettre seule écrite  (ſeigñr = seigneur).

Certaines lettres barrées en bas servaient aussi d'abréviations :
- p barré droit, ꝑ = « par » ou « per »  (ꝑ eſcript = par escript) ;

À noter enfin les rares :
- p barré courbe, ꝓ = « pro »  (ꝓfitables = profitables) ;
- e cédillé (cédille inversée), ę = « æ »  (Gręc = Græc).

Dans quelques cas limités, une lettre valant abréviation est redoublée pour mettre cette abréviation au pluriel (comme M. pour monsieur et MM. pour messieurs aujourd'hui) :
C = cent, CC = cents (IVCC = quatre cents).

### Abréviations latines
En plus des abréviations reprises en français, plusieurs abréviations sont utilisées en latin.
Dans les lettres hautes, le tilde donne l'impression que la lettre est barrée, mais il a la même indication de la présence d'une abréviation que sur les lettres basses.
- b barré, ƀ pour « bis »
- k barré, ꝁ pour « kalendas », « kapitulum » (capitulum)
- k à barre diagonale, ꝃ pour « kalendas », « kalendarum »
- k barré à barre diagonale, ꝅ pour « kalendas », « kartam », « karta »
- l barré  ł pour libra (valable aussi pour livre parisis ou tournois en français), d'où l'actuelle abréviation £ conservée pour la livre sterling.
- p paraphe, ꝓ = « pro » ou « por »
- o à barre longue, ꝋ = « obiit » ou « obitus »
- q barré, ꝗ = « quod », mais « quem » s'il est surmonté d'un tilde et « quam » s'il porte un a ouvert aplati suscrit
- groupe de lettres abrégé par contraction signalée sur la lettre centrale : ꝉ (popꝉs = populus, nulꝉm = nullu'm)
- ꝭ = « is »
- ꝸ = « um », « us », « un »